# Centralnyj (obwód riazański)
Centralnyj (ros. Центральный) – osiedle typu miejskiego w Rosji, w obwodzie riazańskim, w rejonie miłosławskim. W 2021 liczyło 1164 mieszkańców.